# Froufrou (film, 1918)
A Froufrou (olasz címe Frou-Frou ) 1918-ban bemutatott olasz némafilm, rendezte Alfredo De Antoni. Magyarországon 1921 tavaszán mutatták be.

## Cselekménye
Brigard, a gazdag magánzó kastélyában boldogan él két leányával: Louise-zal és Gilberte-tel. Louise komoly nyugodt lány, a család feje. Gilberte, becenevén Froufrou vidám, szeleburdi leány. A családot gyakran felkeresi a két szomszéd kastély ura: gróf Saverny és gróf Valreas.
A vidám Froufrou Saverny felesége lett, de őt csak a mulatság érdekli, a családi élettel nem törődik. Ez bántja a férjét, aki rábeszéli a másik lányt, Louise-t, hogy költözzön át hozzájuk. Lassan az egész háztartás vezetése Louise kezébe kerül, ezt Froufrou féltékeny szemekkel nézi. Valreas látja, hogy Froufrout elhanyagolja férje, és egyre hevesebben udvarol a nőnek. Kétségbeesve küzd Froufrou a csábítás ellen, hiszen a családé szeretne maradni, és kéri Valreast, hogy azonnal utazzon el. Louise kezét megkéri egy régi tisztelője, de Louise nemet mond, és Saverny, Froufrou férje is hevesen tiltakozik házasságuk ellen. Froufrout ez végképp elkeseríti. Felháborodva veti nővére szemére, hogy elfoglalta helyét a családnál, férjét és gyermekét elrabolta tőle. Froufrou végül elmegy a nagyvilágba, csak a szívére hallgatva, és a szíve Valreashoz vezeti el.

## Szereplők
- Francesca Bertini – Froufrou
- Cia Fornaroli – Louise
- Guido Trento – Valreas